# Iglesia de la Santa Cruz (Inguanzo)
La iglesia de la Santa Cruz es un templo religioso de culto católico bajo la advocación a la Santa Cruz en la localidad de Inguanzo, en el concejo de Cabrales, en la comunidad autónoma de Asturias, en España. Dicha iglesia tiene una torre que hace varios años se cerró por seguridad. El interior de la capilla es pequeño, aunque en los días de las fiesta de dicho pueblo (enero) se llena de llaniscas, gente del pueblo y curiosos que se acercan a disfrutar de las fiestas.

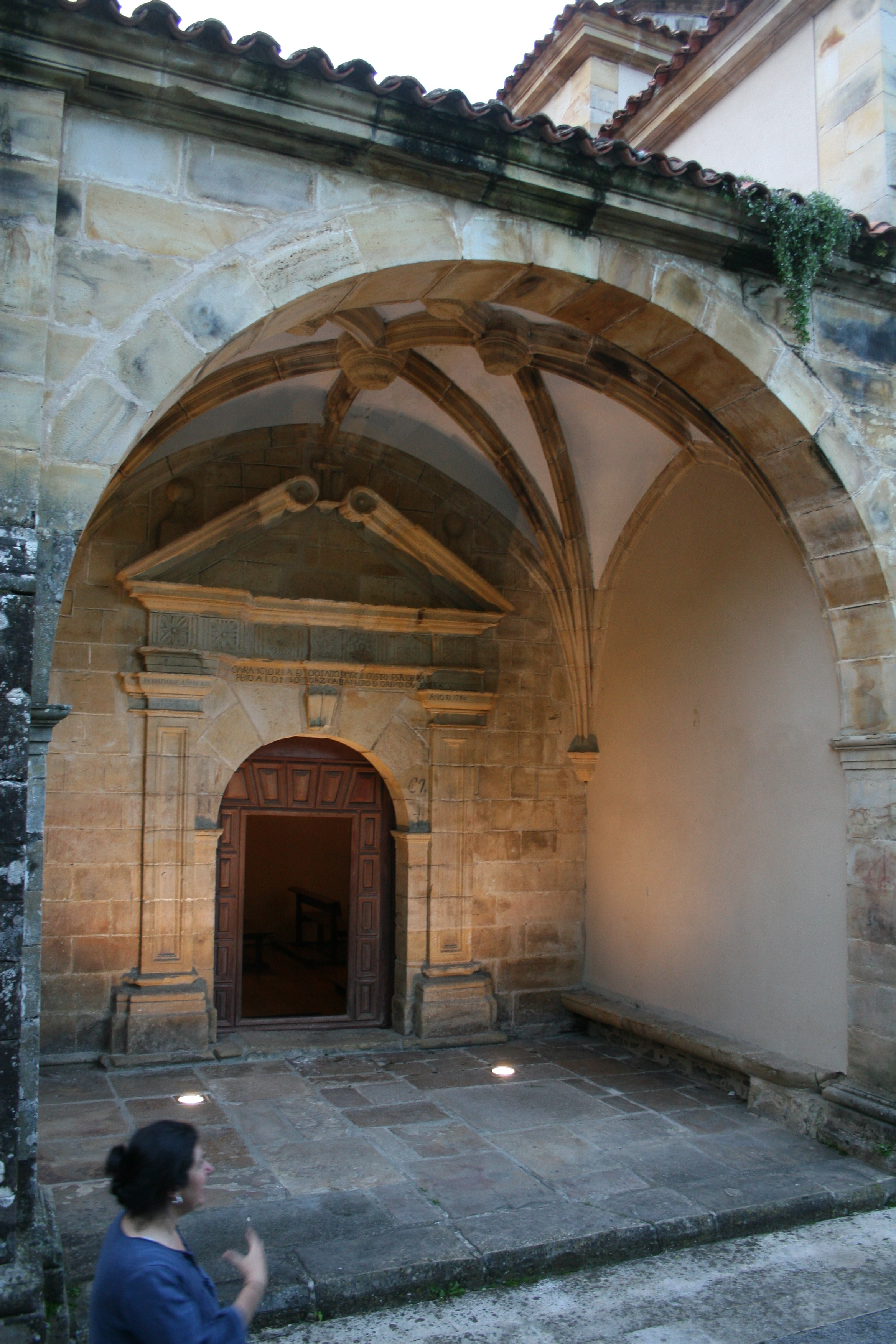
Iglesia de la Santa Cruz

## Historia
Construida en 1780 por orden de Pedro de Alonso Díaz en estilo barroco, posee una planta con una única nave central de cruz latina con cúpula.
Es de destacar su campanario anexo.
las fiestas de Inguanzo se celebran, el fin de semana más cercano a 17 de enero con honor a san Antón, y el 3 de mayo en honor a la Santa Cruz. (Cabe destacar que las fiestas de san Antón son las más importantes y multitudinarias de cabrales, y entre las mejores fiestas del oriente asturiano).
- Datos: Q5196559